# Yantianhe (köpinghuvudort i Kina, Hubei Sheng, lat 30,97, long 115,17)
Yantianhe (kinesiska: Yantianhe Zhen, 盐田河镇) är en köpinghuvudort i Kina. Den ligger i provinsen Hubei, i den centrala delen av landet, omkring 95 kilometer nordost om provinshuvudstaden Wuhan. Antalet invånare är 32 079. Befolkningen består av 15 356 kvinnor och 16 723 män. Barn under 15 år utgör 17,0 %, vuxna 15-64 år 70 %, och äldre över 65 år 12,0 %.
Runt Yantianhe är det tätbefolkat, med 276 invånare per kvadratkilometer. Närmaste större samhälle är Baiguo, 16,9 km nordväst om Yantianhe. Omgivningarna runt Yantianhe är en mosaik av jordbruksmark och naturlig växtlighet.
Genomsnittlig årsnederbörd är 1 868 millimeter. Den regnigaste månaden är juli, med i genomsnitt 305 mm nederbörd, och den torraste är januari, med 48 mm nederbörd.